# Chuck Rosenthal
Chuck Rosenthal, noto anche con lo pseudonimo di C. P. Rosenthal (Erie, ...), è uno scrittore e romanziere statunitense.
Dagli anni '80 ha pubblicato sette romanzi e un libro di memorie. 
È sposato con la poetessa Gail Wronsky e ha una figlia, Marlena Rosenthal. È professore di inglese alla Loyola Marymount University.

## Opere

### Trilogia Loop
1. Loop's Progress (Hollyridge Press) ISBN 0-9772298-7-4
2. Experiments in Life and Deaf (Hollyridge Press) ISBN 0-9772298-8-2
3. Loop's End ( Hollyridge Press) ISBN 0-9772298-9-0

### Altre opere
- Elena of the Stars (fuori catalogo) (su sua figlia Marlena Rosentha) l ISBN 0-312-14592-6
- Jack Kerouac's Avatar Angel: His Last Novel (Hollyridge Press) ISBN 0-9676003-2-4
- My Mistress, Humanity (Hollyridge Press) ISBN 0-9676003-5-9
- Never Let Me Go: A Memoir (Red Hen Press) ISBN 1-888996-93-5
- The Heart of Mars ( Hollyridge Press ) (2007) ISBN 0-9772298-5-8 (seguito di My Mistress, Humanity)
- You Can Fly, A Sequel to the Peter Pan Tales (Hollyridge Press) l ISBN 978-1944856090
- The Legend of La Diosa , a novel (Letters at 3 a.m. Press) ISBN 978-0991464883
- The Shortest Farewells Are the Best, Noir Flash Fictions with Gail Wronsky (What Books Press) ISBN 978-0996227629
- Ten Thousand Heavens, a novel (Whitepoint Press) ISBN 978-0615744995
- Coyote O’Donohughe’s History of Texas, a novel (What Books Press) ISBN -978-0982354292

### Saggistica
- Never Let Me Go: A Memoir (Red Hen Press) ISBN 1-888996-93-5
- West of Eden: A Life in 21st Century Los Angeles (What Books Press) ISBN 978-0984578283;  A ovest dell'Eden.Cronache magiche da Los Angeles, Mattioli 1885, Fidenza 2013 traduzione di Nicola Manuppelli ISBN 978-88-6261-350-7
- Are We Not There Yet? Travels in Nepal, North India, and Bhutan (What Books Press) ISBN 978-0982354209
- Tomorrow You'll Be One of Us: Sci Fi Poems with Gail Wronsky (What Books Press) ISBN 978-0988924802